# Bartramia (növénynemzetség)
A Bartramia egy lombosmoha-nemzetség a Bartramiaceae családból. Először Johann Hedwig írta le ezeket a növényeket 1801-ben és a nemzetség a nevét John Bartram (1699–1777) amerikai botanikusról kapta.

## Jellemzésük
A Bartramia nemzetségbe tartozó növények 2–12 cm magasak, világos-, sárgás- vagy kékeszöld színűek, száruk lehet elágazó. Leveleik hosszúkásak, erősen fogazott levélszéllel. A levélér erőteljes. A levéllemez sejtjei a levél alján hosszúkásak világos színűek, a többi sejt négyzetes, zöld színűek, mamillásak (sejtkitüremkedéssel borítottak). A spóratok felálló gömb vagy megnyúlt gömbös alakú, szárazon barázdált. A perisztómium lehet fejlett vagy fejletlen. A spórák lehetnek gömb vagy vesealakúak.

## Elterjedés
Kozmopolita nemzetség, fajai megtalálhatóak a sarkköri régiók kivételével az egész földön. Elsősorban a mérsékelt égövben találhatóak meg és a trópusokon, de a magashegységi, alpi régiókból hiányoznak. A nedvesebb élőhelyeket kedvelik, árnyas sziklákon, vízesések, patakok közelében a köveken fordulnak elő Európában. A Magyarországon megtalálható fajok a középhegységek árnyas szikláin élnek.

## Rendszertan, fajok
Jelenlegi tudásunk szerint 72 faj tartozik a nemzetségbe, melyből a legtöbb a trópusi régió hegységeiben él. Magyarországon három fajuk él, melyek mind a középhegységek árnyas szikláin élnek. A leggyakoribb hazai faj a Gömbtokú moha.
Bartramia halleriana Hedw.

Bartramia ithyphylla Brid.

Bartramia pomiformis Hedw.